# Elmo alato

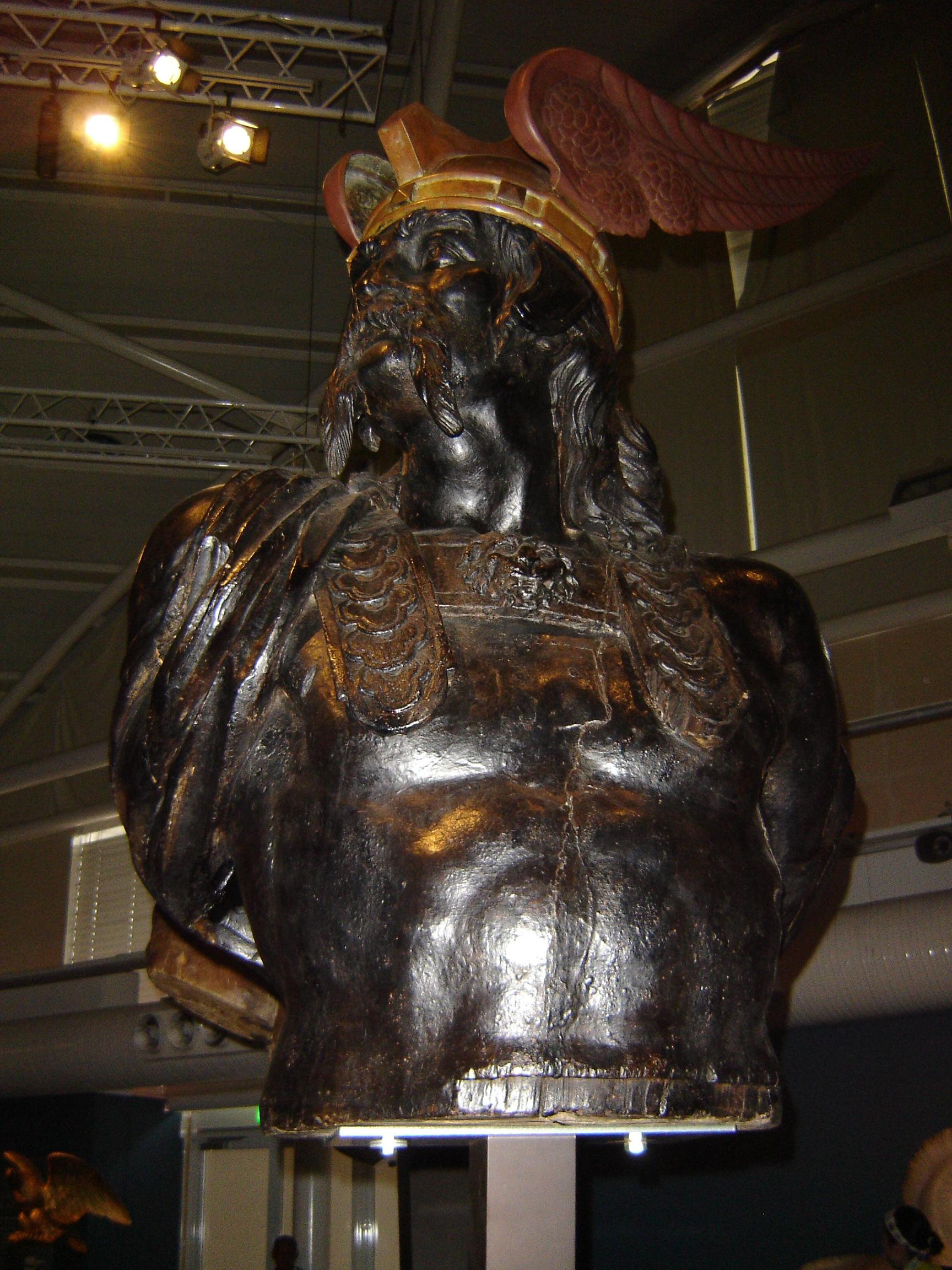
Polena di una nave del XIX secolo raffigurante Brenno che indossa un elmo alato.

Un elmo alato è un elmo decorato con ali, solitamente su entrambi i lati. Antiche raffigurazioni del dio Ermes, il Mercurio romano, lo ritraggono indossante un elmo alato. Nel XIX secolo l'elmo alato divenne ampiamente utilizzato per raffigurare i Celti. Era anche usato in illustrazioni romantiche di leggendari dei ed eroi nordici. Il motivo, insieme all'elmo cornuto, divenne un significante cliché del "Guerriero del Nord".

## Evidenze storiche

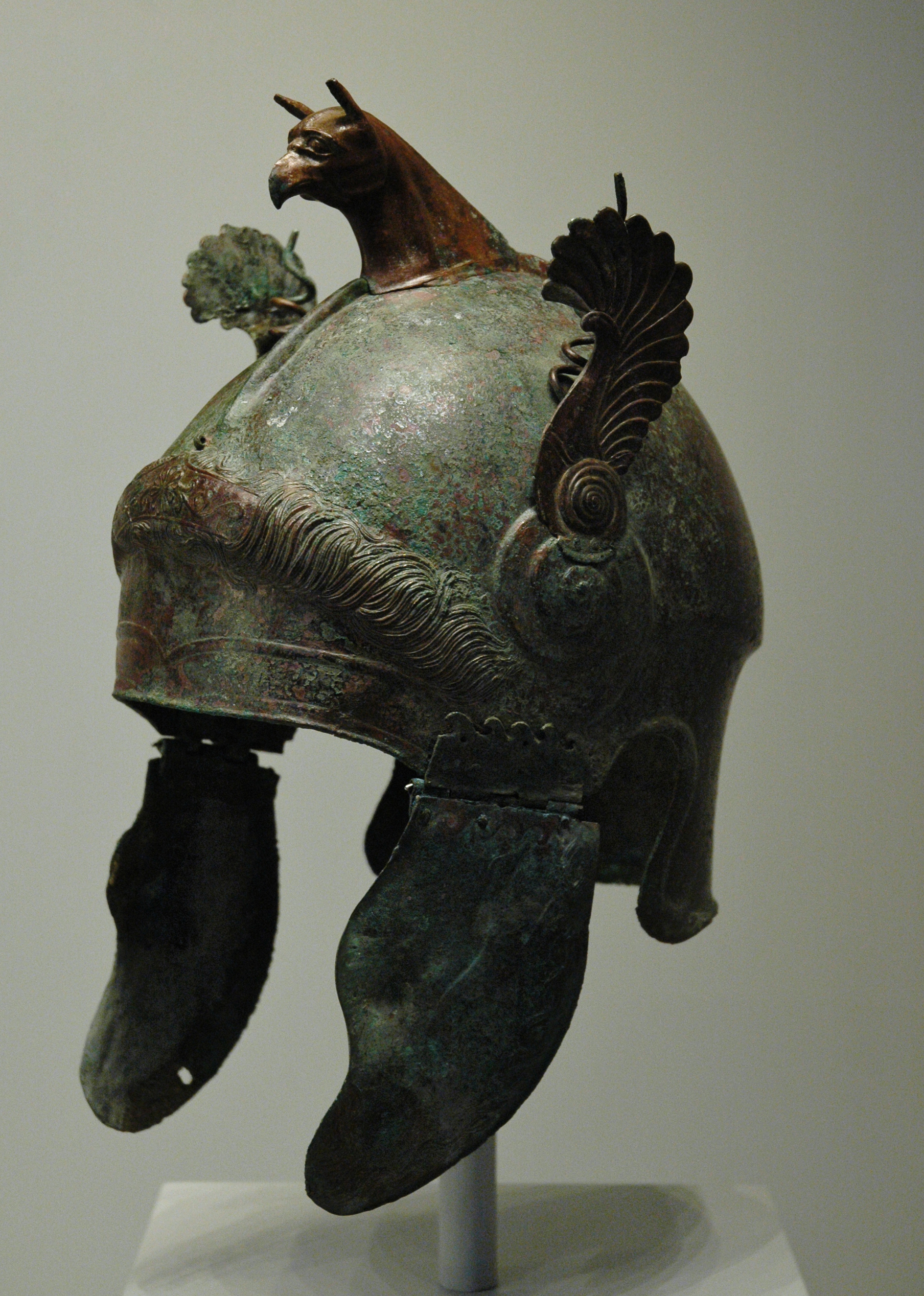
Elmo attico con piccole ali decorative in bronzo, Italia meridionale IV secolo a.C.

Ci sono alcune prove limitate di tali motivi decorativi utilizzati su elmetti reali nel mondo antico, ma questi potrebbero aver funzionato come oggetti cerimoniali piuttosto che funzionali. Elmi attici decorati con ali di lamina di bronzo erano indossati dai Sanniti e da altri popoli italici prima della loro conquista da parte di Roma. Alcuni di questi caschi sono stati scavati e possono essere visti in vari musei.

Gli elmi decorati con motivi animali, senza dubbio comprese le ali, furono descritti da Diodoro Siculo come indossati dai Celti:

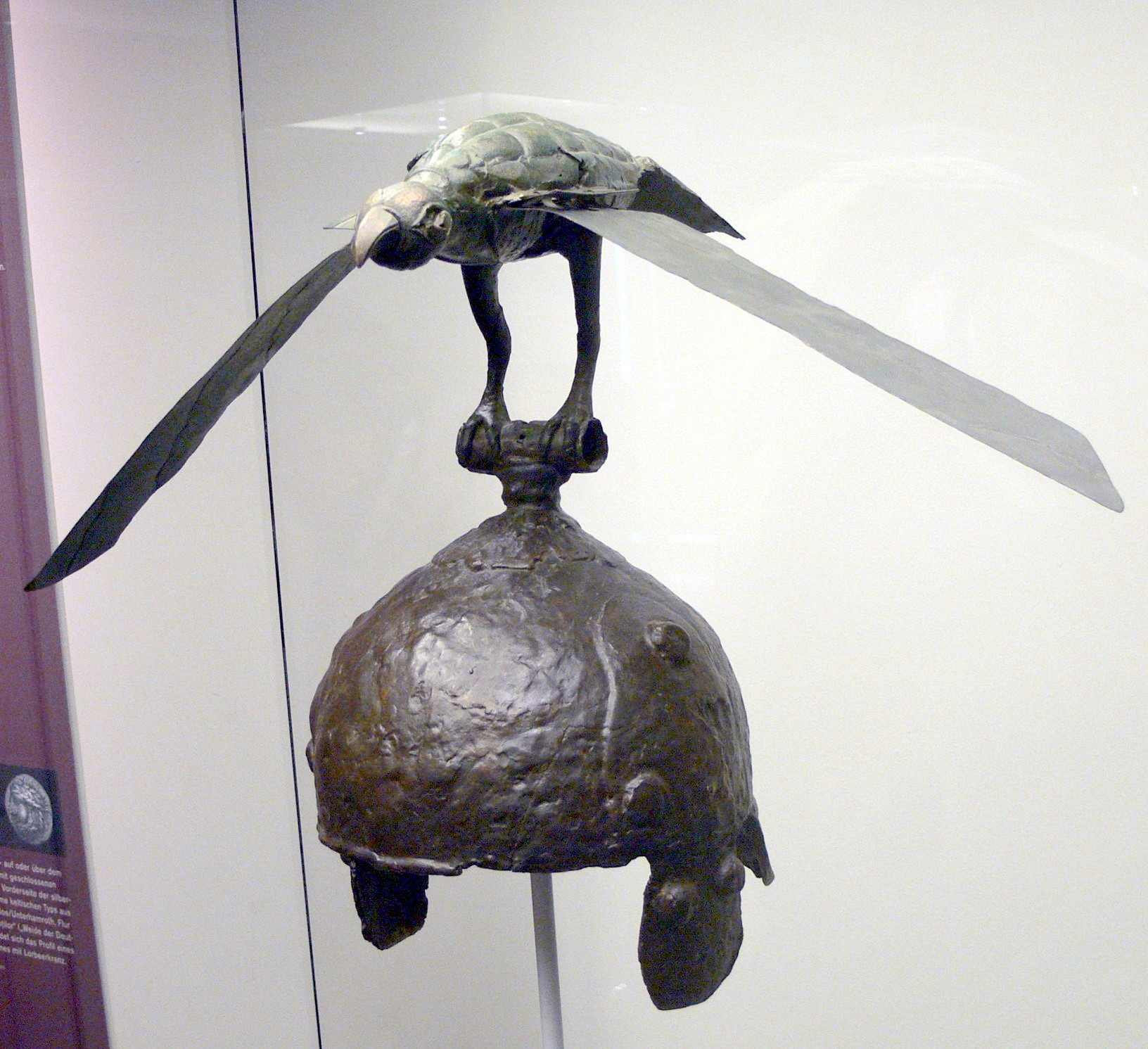
Elmo celtico con stemma completo di uccello alato del III secolo a.C., trovato a Ciumesti, Romania

Un esempio concreto di questo tipo di elmo celtico è stato scoperto in Romania, risalente al III secolo a.C.: presenta un'alta cresta a forma di uccello, forse un'aquila o un corvo, con grandi ali spiegate su entrambi i lati. La cresta è stata realizzata in modo ingegnoso, le ali articolate sul corpo in modo che avrebbero sbattuto su e giù mentre chi lo indossava si muoveva. Oggi si crede comunemente che questo tipo di elmo fosse indossato dai Celti. I Celti, tuttavia, indossavano per lo più elmi semplici di forma conica o sub-conica, come il tipo "Montefortino" successivamente adottato dai Romani.
Le antiche raffigurazioni di Mercurio con un elmo alato sono prese per simboleggiare la velocità. Nella moderna mitologia dei fumetti, questo si è evoluto nelle ali presenti nell'elmo o nella parte della testa del costume di varie versioni di The Flash e Capitan America . Un altro famoso personaggio dei fumetti che indossa sempre un elmo alato è Asterix, ispirato da vari dipinti e sculture moderni del capo gallico Vercingetorige.
Gli elmi dell'era di Vendel provenienti dalla Svezia (v.si elmo vichingo) spesso presentano motivi di uccelli. Su questi elmi, tuttavia, c'è una protezione per il naso stilizzata o più spesso un uomo alato le cui ali formano "sopracciglia" attorno ai fori degli occhi degli elmi.